# Umberto Barberis
Umberto Barberis (ur. 5 czerwca 1952 w Sionie) – szwajcarski piłkarz i trener, w trakcie kariery piłkarskiej grający na pozycji pomocnika.

## Kariera piłkarska

### Klub
Barberis rozpoczynał piłkarską karierę w FC Sion, mającym siedzibę w jego rodzinnym mieście. Zdobył z tym zespołem Puchar Szwajcarii w 1974 roku. Kolejnymi jego klubami były Grasshopper Zurych i Servette FC. Z ostatnią z wymienionych drużyn sięgnął po tytuł mistrza Szwajcarii w 1979 roku oraz po krajowy puchar w latach 1978–1979. Od 1980 roku, przez trzy sezony występował w lidze francuskiej w barwach AS Monaco. Zdobył z tym klubem mistrzostwo Francji w 1982 roku. Dwukrotnie, wspólnie z Andrzejem Szarmachem, wybierany był najlepszym zagranicznym piłkarzem Ligue 1 (1981–1982). Po powrocie do Szwajcarii ponownie reprezentował barwy Servette FC, z którym wywalczył po raz kolejny tytuł mistrza kraju (1985) i krajowy puchar (1984).

### Reprezentacja
W latach 1976–1985 Barberis rozegrał 54 mecze w reprezentacji Szwajcarii, strzelając siedem bramek.

## Indywidualne osiągnięcia
- Najlepszy zagraniczny zawodnik Ligue 1: 1981, 1982
- Piłkarz roku w Szwajcarii: 1975, 1979, 1980[5]

## Kariera trenerska
W 1987 roku Barberis rozpoczął karierę trenerską. Prowadził wiele klubów szwajcarskich, m.in. Lausanne Sports, FC Sion i Servette FC.